# Provincia de Gümüşhane
Gümüşhane es una de las 81 provincias de Turquía.
- Superficie: 6,575 km²
- Población (2000): 186,953
- Densidad de población:   hab./km²
- Capital: Gümüşhane
- Distritos (ilçeler):
  - Gümüşhane
  - Kelkit
  - Köse
  - Kürtün
  - Şiran
  - Torul

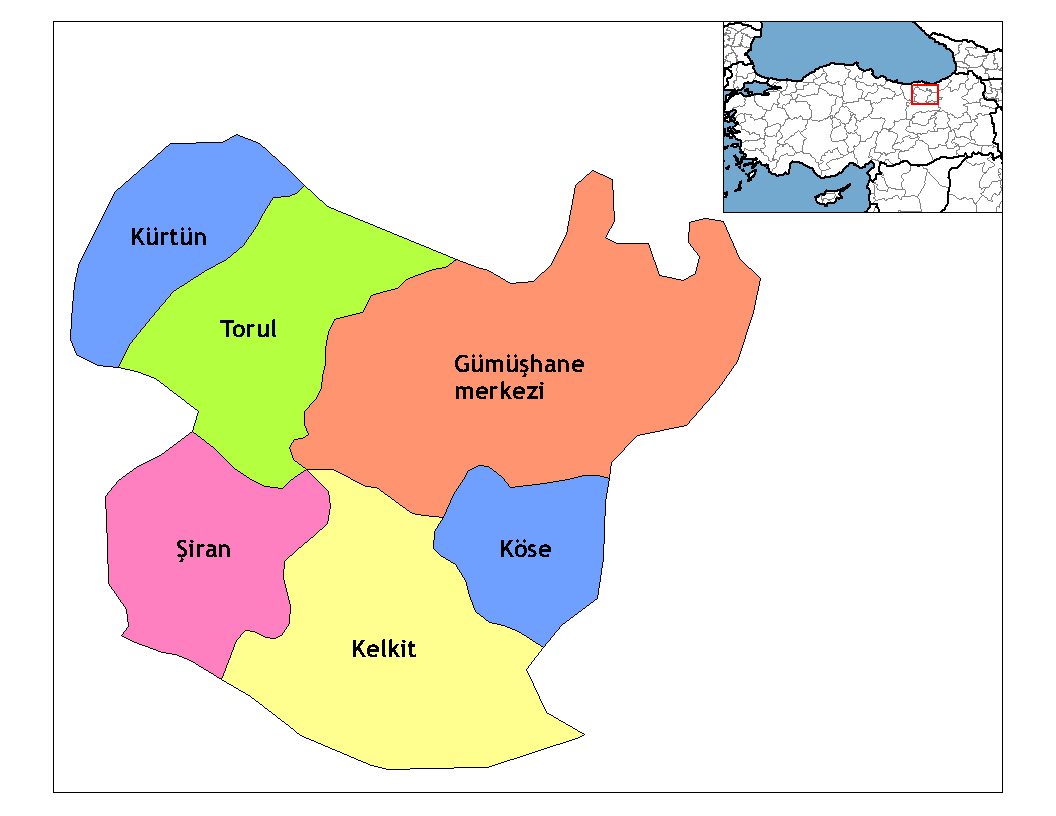
Distritos de la provincia.

Provincia situada en el norte de Turquía, bordeando las provincias de Bayburt al este, Trebisonda al norte, y Giresun y Erzincan al oeste. 

## Enlaces
- Información sobre Gümüşhane Archivado el 1 de marzo de 2006 en Wayback Machine. (en turco)
- Información sobre el tiempo de Gümüşhane

- Datos: Q482788
- Multimedia: Gümüşhane Province / Q482788